# Dominic Bachy
Pour les articles homonymes, voir Bachy.
Dominic Bachy est un réalisateur français né le 11 novembre 1963.

## Biographie
Le premier long métrage de Dominic Bachy, également réalisateur pour la télévision, est sorti en 2017.

## Filmographie

### Cinéma
- 1994 : Requiem pour un con damné (court métrage)
- 1997 : Le Passager (court métrage)
- 2017 : Des amours, désamour
- 2018 : Et si la mort n'existait pas ? (coréalisatrice : Valérie Séguin)
- 2019 : Et si la mort n'était qu'un  passage ?  (coréalisatrice : Valérie Séguin)
- 2021 : Déborah, l'expérience inédite

### Télévision
- 2000 : Lettre à un jeune... (mini-série : 1 épisode)
- 2004 : Les Mythes urbains (série : 2 épisodes)
- 2011 : Le Jour où tout a basculé (série : 2 épisodes)